# 埃琳娜·德勒·多恩
埃琳娜·德勒·多恩（英語：Elena Delle Donne，1989年9月5日—）生于特拉华州威尔明顿，是一名美国女子篮球运动员，司职前锋/后卫。埃琳娜的父亲曾从事高尔夫运动，哥哥曾从事橄榄球运动。受父母遗传影响，她的身高明显高于常人，她也因此在童年时受到同龄人的排挤，后来在母亲的开导下，她逐渐接受了自己异于常人的身高。埃琳娜曾就读于特拉华大学，并曾在2009年至2013年代表该校校队参加校际篮球比赛。